# Гіппій Елідський
Гіппій Елідський (дав.-гр. Ἱππίας Hippias; *V—†IV ст. до н. е.) — давньогрецький філософ, поет, технік, софіст. Був сучасником Сократа. Мав енциклопедичні знання. Найбільш сучасні знання про нього походять від Платона, який характеризує його як пихатого та зарозумілого.
Для розв'язання задачі про трисекцію кута ввів механічним чином плоску криву, яку згодом Г. Лейбніц назвав квадратрисою.
Склав список переможців Олімпійських ігор — олімпіоніків — за більше, ніж 300 років.

## Біографія
Гіппій Елідський (бл. 470 до н. е. — після 399 до н. е.) — давньогрецький філософ-софіст, математик, астроном, політик, поет і дипломат з міста Еліда. Сучасник Сократа, якого Платон зобразив у діалогах «Гіппій більший» і «Гіппій менший». Завдяки своєму таланту та майстерності, його співгромадяни користувалися його послугами в політичних питаннях, а також у дипломатичній місії до Спарти. Але він був у всіх відношеннях схожим на інших софістів того часу: він подорожував різними містами та районами Греції з метою навчання та публічних виступів, читав лекції з найрізноманітніших тем — від філософії до математики та астрономії.

## Внесок

### Філософія
У філософії Гіппій Елідський виступав як один із найяскравіших представників софістичного руху, що поставив людину, її свідомість та мораль у центр роздумів. Він наполягав на тому, що істина не обов’язково є абсолютною і може змінюватися залежно від контексту та культури — позиція, що викликала критику з боку Платона та інших послідовників Сократа. Гіппій підкреслював важливість гармонійного розвитку людини та наголошував на самоосвіті як ключі до досконалості. Він вважав, що мудрець повинен бути універсалом, здатним висловитися на будь-яку тему — звідси його репутація «енциклопедичного розуму». 

### Математика
Одним із найвідоміших досягнень Гіппія Елідського в математиці є винайдення спеціальної кривої, пізніше названої квадратрисою Гіппія. Ця крива виникла в процесі розв’язання класичних геометричних задач, зокрема трисекції кута та квадратури круга — проблем, які викликали значний інтерес у давньогрецьких математиків. Квадратриса була побудована як результат одночасного руху точки по прямій лінії та обертової точки по колу, що породжувало траєкторію з унікальними властивостями. Хоча у пізніші епохи було доведено, що зазначені задачі не можуть бути розв’язані лише за допомогою циркуля і лінійки, внесок Гіппія у вигляді альтернативного методу став важливою віхою в історії геометрії. Його праця свідчить про пошук нових математичних підходів та про прагнення вийти за межі евклідової конструктивної геометрії. Вплив його відкриття відчувався ще в працях Архімеда, а згодом — у формуванні поняття трансцендентних кривих у математиці Нового часу.

### Астрономія та інші науки
Окрім філософії та математики, Гіппій Елідський виявив себе як глибокий знавець багатьох інших наук, зокрема астрономії, риторики, граматики, історії та політики. Відомо, що він уклав детальний список переможців Олімпійських ігор, починаючи з найдавніших часів — ця праця стала важливою основою для хронології грецької історії. У сфері астрономії Гіппій цікавився рухом небесних тіл і, ймовірно, спирався на вавилонські та єгипетські знання. Хоча точних трактатів від нього не збереглося, за згадками у творах Платона та інших авторів можна судити, що він прагнув дати раціональні пояснення природним явищам. У риториці він розробив правила побудови промови та мистецтво переконання, що стало важливою складовою софістичного навчання. Також Гіппій вніс вклад у розвиток мнемоніки — мистецтва запам’ятовування, яке було важливим для усної традиції передавання знань. Його енциклопедизм і прагнення охопити всі сфери людського знання зробили його зразком універсального вченого античності.

### Природне право
Гіппій Елідський був одним із перших філософів, які чітко сформулювали концепцію природного права, що згодом стала основою для європейської правової і філософської традиції. Він вважав, що справжні закони не створюються людьми, а є частиною природи й розуму, універсальні для всіх народів і культур. Згідно з його поглядами, усі люди за своєю природою рівні, і жодна форма політичного чи соціального домінування не може бути виправдана лише традицією або законом конкретного поліса. Така ідея протиставлялася панівним у його час уявленням, за якими права людини залежали від її соціального походження, громадянства чи статі. Філософ критикував позитивне (людське) право за його штучність і суперечність до природного ладу речей. Його вчення заклало основи для подальшого розвитку космополітизму, стоїцизму та філософії прав людини. Вплив ідей Гіппія можна простежити в працях Цицерона, стоїків, а згодом — у мислителів Нового часу, таких як Гуго Гроцій, Джон Лок і Жан-Жак Руссо.